# Grant County (Kentucky)
Grant County ist ein County im Bundesstaat Kentucky der Vereinigten Staaten. Das U.S. Census Bureau hat bei der Volkszählung 2020 eine Einwohnerzahl von 24.941 ermittelt.
Der Verwaltungssitz (County Seat) ist Williamstown, das nach William Arnold benannt wurde, der das Land für die Stadt gestiftet hat. Das County gehört zu den Dry Countys, was bedeutet, dass der Verkauf von Alkohol eingeschränkt oder verboten ist.

## Geographie
Das County liegt im Norden von Kentucky, ist im Nordwesten etwa 10 km von Indiana, im Nordosten etwa 25 km von Ohio entfernt und hat eine Fläche von 675 Quadratkilometern, wovon zwei Quadratkilometer Wasserfläche sind. Es grenzt im Uhrzeigersinn an folgende Countys: Boone County, Kenton County, Pendleton County, Harrison County, Scott County, Owen County und Gallatin County. Das County ist Teil der Metropolregion Cincinnati.

## Geschichte
Grant County wurde am 12. Februar 1820 aus Teilen des Pendleton County gebildet. Benannt wurde es nach Colonel John Grant.
Zwei Bauwerke des Countys sind im National Register of Historic Places eingetragen (Stand 1. Oktober 2017).

## Demografische Daten

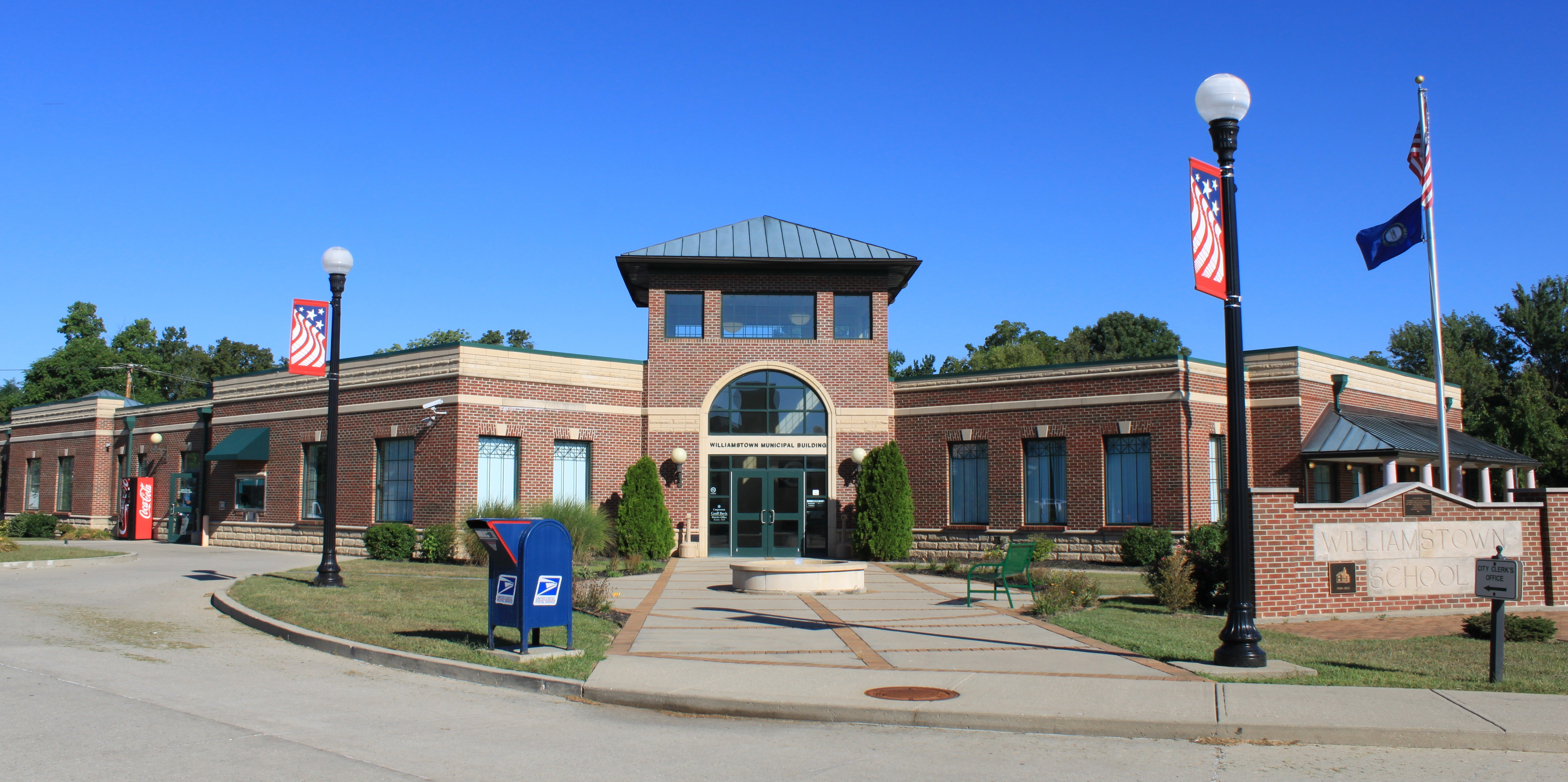
Williamstown Kentucky Municipal Building

Nach der Volkszählung im Jahr 2000 lebten im Grant County 22.384 Menschen in 8.175 Haushalten und 6.221 Familien. Die Bevölkerungsdichte betrug 33 Einwohner pro Quadratkilometer. Ethnisch betrachtet setzte sich die Bevölkerung zusammen aus 98,31 Prozent Weißen, 0,25 Prozent Afroamerikanern, 0,23 Prozent amerikanischen Ureinwohnern, 0,29 Prozent Asiaten, 0,05 Prozent Bewohnern aus dem pazifischen Inselraum und 0,32 Prozent aus anderen ethnischen Gruppen; 0,54 Prozent stammten von zwei oder mehr Ethnien ab. 1,04 Prozent der Bevölkerung waren spanischer oder lateinamerikanischer Abstammung.
Von den 8.175 Haushalten hatten 39,6 Prozent Kinder und Jugendliche unter 18 Jahre, die bei ihnen lebten. 60,1 Prozent waren verheiratete, zusammenlebende Paare, 11,1 Prozent waren allein erziehende Mütter, 23,9 Prozent waren keine Familien, 19,8 Prozent waren Singlehaushalte und in 8,2 Prozent lebten Menschen im Alter von 65 Jahren oder darüber. Die Durchschnittshaushaltsgröße betrug 2,72 und die durchschnittliche Familiengröße lag bei 3,10 Personen.
Auf das gesamte County bezogen setzte sich die Bevölkerung zusammen aus 28,7 Prozent Einwohnern unter 18 Jahren, 9,4 Prozent zwischen 18 und 24 Jahren, 31,5 Prozent zwischen 25 und 44 Jahren, 20,9 Prozent zwischen 45 und 64 Jahren und 9,5 Prozent waren 65 Jahre alt oder darüber. Das Durchschnittsalter betrug 33 Jahre. Auf 100 weibliche Personen kamen 97,1 männliche Personen. Auf 100 Frauen im Alter von 18 Jahren alt oder darüber kamen statistisch 94,8 Männer.
Das jährliche Durchschnittseinkommen eines Haushalts betrug 38.438 USD, das Durchschnittseinkommen der Familien betrug 42.605 USD. Männer hatten ein Durchschnittseinkommen von 31.987 USD, Frauen 23.669 USD. Das Prokopfeinkommen betrug 16.776 USD. 9,0 Prozent der Familien und 11,1 Prozent der Bevölkerung lebten unterhalb der Armutsgrenze. Davon waren 15,1 Prozent Kinder oder Jugendliche unter 18 Jahre und 13,4 Prozent waren Menschen über 65 Jahre.

## Orte im County
- Blanchet
- Cherry Grove
- Cordova
- Corinth
- Crittenden
- Delia
- Downingsville
- Dry Ridge
- Elliston
- Flingsville
- Folsom
- Four Corners
- Heekin
- Hilltop
- Holbrook
- Jericho
- Jonesville
- Keefer
- Lawrenceville
- Mason
- Mount Zion
- Northcutt
- Sherman
- Stewartsville
- Stringtown
- Williamstown
- Zion Station